# بريانا ديكر
بريانا ديكر (بالإنجليزية: Brianna Decker)‏ هي لاعبة هوكي الجليد أمريكية، ولدت في 13 مايو 1991 في دوسمان في الولايات المتحدة.

## وصلات خارجية
- بريانا ديكر على موقع دوري الهوكي الوطني (الإنجليزية)
- بريانا ديكر على موقع EliteProspects.com (الإنجليزية)
- بريانا ديكر على موقع HockeyDB.com (الإنجليزية)
- بريانا ديكر على موقع اللجنة الأولمبية الدولية (الإنجليزية)
- بريانا ديكر على موقع أوليمبيديا (الإنجليزية)
- بريانا ديكر على موقع اللجنة الأولمبية والبارالمبية الأمريكية (الإنجليزية)